# Liễu cầm
Liễu cầm (tiếng Trung: 柳琴,; bính âm: liǔqín) , còn được gọi là đàn mandolin của Trung Quốc có ba, bốn hoặc năm dây với thân hình quả lê. Nó có vị trí đặc biệt riêng trong âm nhạc Trung Quốc, cho dù là trong nhà hát hoặc trong các bản độc tấu.

## Lịch sử
Loại liễu cầm cổ và sơ khai nhất là thổ tỳ bà (tiếng Trung: 土琵琶; bính âm: tǔpípá) có vỏn vẹn 3 dây tương đương với 3 chốt đàn và mặt đàn gồm 10 phím. Thông thường, nó được dùng cho những người hát rong cao tuổi và đôi khi loại liễu cầm này còn xuất hiện trong dàn nhạc truyền thống của 
dân tộc Nạp Tây. 
Về mặt từ nguyên, liễu cầm từng có tên gọi đầy đủ là liễu diệp cầm (柳葉琴), nghĩa đen là đàn lá liễu, vốn là thuật ngữ ban đầu. Còn tên gọi khác là thổ tỳ bà (土琵琶), nghĩa đen có nghĩa là tỳ bà không tinh chế hay tỳ bà đất (mặt đàn thô ráp và sờn cũ như màu đất), vì kích thước nhỏ bé đã nói ở trên và sự tương đồng của liễu cầm và đàn tỳ bà.
Trong suốt lịch sử của nó, liễu cầm có nhiều biến thể khác nhau, từ hai (chỉ có phạm vi một quãng tám rưỡi) đến bốn dây. Tuy nhiên, tiền thân sớm nhất của phiên bản đàn bốn dây hiện đại đã xuất hiện và trở nên phổ biến vào thời nhà Thanh. Loại liễu cầm này gồm 2 cặp dây kép, và chỉ được sử dụng cho mục đích đệm trong các vở kinh kịch truyền thống.

## Cấu trúc cơ bản
Thủ đàn và thùng đàn liền nhau có dáng như hình quả lê bổ đôi. Mặt đàn bằng gỗ nhẹ, xốp, để mộc (thỉnh thoảng chúng cũng được vẽ hoạ tiết hoa văn trang trí. Phía mặt cuối thân đàn có một bộ phận để mắc dây gọi là ngựa đàn. Đầu đàn (hoặc thủ đàn) cong hoặc thẳng có chạm khắc rất cầu kỳ, khi là hình chữ thọ, khi là hình con dơi hoặc hình tròn trắng (mặt ngọc), bên trong chạm nổi bông hoa, rồng phượng hay hình lá đề tuỳ từng loại. Nơi đầu đàn gắn bốn hoặc năm trục gỗ để lên dây tuỳ từng loại. Mặt đàn thường làm từ gỗ bào đồng hay gỗ phượng hoàng; phần lưng thân đàn làm từ gỗ hồng sắc, gỗ gụ hoặc gỗ đàn hương đỏ. Hai lỗ thoát âm trên mặt đàn có nhiều hình dáng đặc biệt, có loại hình trăng khuyết, loại thì hình chim én bay,... Phần dưới ngựa đàn liễu cầm cải tiến, người ta lắp thêm bộ tăng-đơ để lên dây. 
Liễu cầm cổ (thổ tỳ bà) có 10 phím, loại cải tiến ngày nay có tất cả 24 phím trên mặt đàn. Từ thời nhà Thanh cho đến nay, dây liễu cầm bằng tơ tằm rồi đem vuốt sáp ong cho mịn. Loại liễu cầm thông dụng được thay dây tơ bằng dây nilon bọc thép hoặc thép trần.

## Màu âm, tầm âm

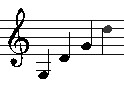
Độ cao của từng dây đàn liễu cầm

Tầm âm của liễu cầm là 6 quãng tám: từ Ðô3 lên Ðô6 (c3 lên c6). Phạm vi giọng của nó cao hơn nhiều so với đàn tỳ bà, nên nó giữ các bè chính trong dàn nhạc truyền thống hay thính phòng Trung Quốc.

## Kỹ thuật diễn tấu

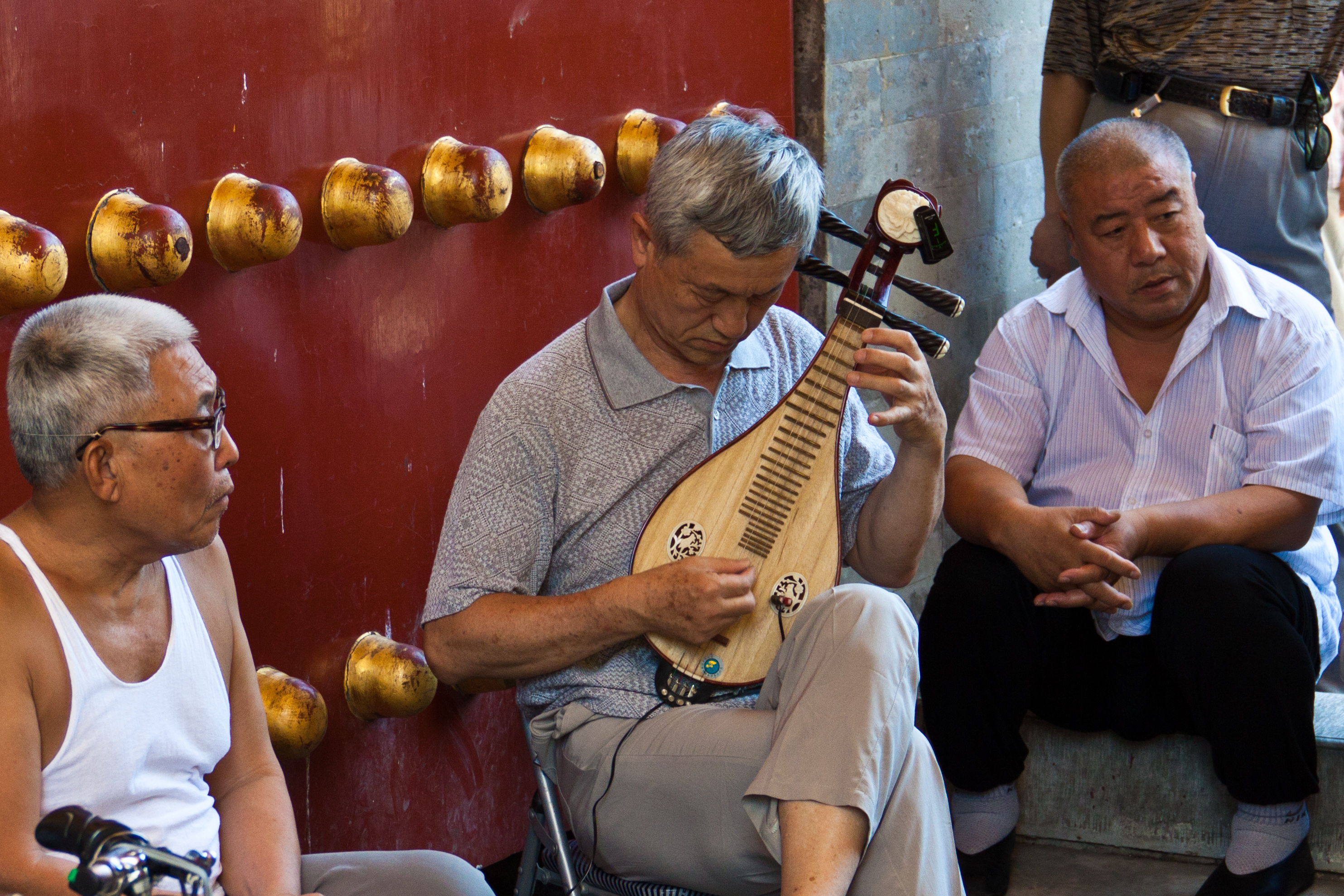
Một người chơi liễu cầm

Đây là kết quả của quá trình hiện đại hóa cách sử dụng nó trong những năm gần đây, dẫn đến việc nâng cấp dần dần địa vị của đàn liễu cầm từ một nhạc cụ đệm trong kinh kịch dân gian Trung Quốc, một nhạc cụ được đánh giá cao về chất lượng âm thanh và âm sắc độc đáo của nó. Vị trí của nó trong các dàn nhạc thấp hơn đàn tỳ bà. Âm thanh của nó giống như đàn  trung nguyễn (tiếng Trung: 中阮; bính âm: zhōngruǎn) và không giống như đàn tỳ bà, dây của nó được nâng lên bằng ngựa đàn và thân đàn có hai lỗ thoát âm nổi bật. Cuối cùng, liễu cầm được chơi với kỹ thuật tương tự như cách chơi đàn trung nguyễn và đàn nguyệt Trung Quốc (được chơi bằng miếng gảy), trong khi đàn tỳ bà được chơi bằng các ngón tay đeo móng. Do đó, đàn liễu cầm thường được chơi nhiều nhất trong các dàn nhạc và cũng được chơi bởi những người có kinh nghiệm chơi đàn nguyễn và đàn nguyệt Trung Quốc (yueqin).

## Video tham khảo
- Song tấu tỳ bà và liễu cầm
- Hướng dẫn lên dây liễu cầm

1. ↑  "柳琴历史与特色简介 民族乐器柳琴图片及演奏方法介绍". Bản gốc lưu trữ ngày 3 tháng 9 năm 2022. Truy cập ngày 3 tháng 9 năm 2022.